# Tatranský pohár 1929
1. ročník Tatranského poháru se uskutečnil od 29. prosince 1929 do 1. ledna 1930. Turnaj se tehdy odehrál pod názvem Pohár Paláce sanatoria Dr. Szontagha. Zápasy se hrály v Novém Smokovci. Vítězem se stal tým SK Slavia Praha.

## Účastníci
- SK Slavia Praha
- MHC Budapešť
- BK Mladá Boleslav
- ŠK Slávia Banská Bystrica
- WAC Vídeň
- SK Slovan Moravská Ostrava
- Vyšehrad Praha
- Vysokoškolský Sport Brno
- SK Prostějov
- Ski Klub Bratislava
- ŠK Vysoké Tatry

## Zápasy
29. prosince 1929:
 MHC Budapešť –  BK Mladá Boleslav 4:0 (1:0, 3:0, 0:0)

Branky: Revay, Teleki, Marty, Bethlen.

 SK Slavia Praha – ŠK Slávia Banská Bystrica 10:0 (4:0, 3:0, 3:0)
Branky: Steigenhöfer 5, Fiala 2, Jirkovský 2, Šmelhaus.

 WAC Vídeň –  SK Slovan Moravská Ostrava 5:0 (4:0, 0:0, 1:0)
Branky: Schiling 2, Wondra 2 a Amon.

 Vyšehrad Praha –  Vysokoškolský Sport Brno 0:0

 BK Mladá Boleslav –  SK Prostějov 2:0 (0:0, 0:0, 2:0)

Branky: Košťál 2.

 WAC Vídeň –  Ski Klub Bratislava 2:1 (0:0, 1:1, 1:0)

Branky: Schiling 2 - Szabó.

30. prosince 1929:

 Vyšehrad Praha –  ŠK Vysoké Tatry 13:0 (5:0, 5:0, 3:0)

Tým ŠK Vysoké Tatry odehrál svůj první zápas v historii.

 Ski Klub Bratislava –  SK Slovan Moravská Ostrava 3:0 (1:0, 1:0, 1:0)

Branky: Máčik, Szabo a Bartošek.

 MHC Budapešť –  SK Prostějov 2:1 (1:0, 0:0, 1:1)

Branky:  Neogradi a Teleki - Michálek.

 Vysokoškolský Sport Brno –  ŠK Vysoké Tatry 8:0 (2:0, 3:0, 3:0)

Branky: Mráček 3, Bílek 3, Hladký a Binar.

31. prosince 1929:

Semifinále:

 WAC Vídeň –  Vyšehrad Praha 2:1p (0:1, 0:0, 1:0 - 0:0, 1:0)

Branky: Oppenheim a Schiling - Javůrek.

Semifinále:

 SK Slavia Praha –  MHC Budapešť 5:2 (2:0, 0:2, 3:0)

Branky: Jirkovský 3, Fiala a Steigenhöfer - Marffy 2.

1. ledna 1930 (14:30):

Finále:

 SK Slavia Praha –  WAC Vídeň 6:0 (1:0, 4:0, 1:0)

Branky: Steigenhöfer 4, Jirkovský, Fiala.
Kromě soutěžních utkání se odehrála i přátelská utkání. Zápasy o další pořadí nebyly kompletně odehrané.

## Konečné pořadí
| Pořadí           | Tým                        |
| ---------------- | -------------------------- |
| Zlatá medaile    | SK Slavia Praha            |
| Stříbrná medaile | WAC Vídeň                  |
| Bronzová medaile | MHC Budapešť               |
| 4.               | Vyšehrad Praha             |
| 5.               | BK Mladá Boleslav          |
| 6.               | Vysokoškolský Sport Brno   |
| 7.               | Ski Klub Bratislava        |
| 8.               | ŠK Slávia Banská Bystrica  |
| 9.               | SK Prostějov               |
| 10.              | SK Slovan Moravská Ostrava |
| 11.              | ŠK Vysoké Tatry            |

### Soupiska Vítězného mužstva:
SK Slavia Praha

Brankář: Pospíšil

Obránci: Šmelhaus a Krásl

Útočníci: Steigenhöfer, Jirkovský "C", Fiala, Kodýtek a Vejvoda